# Astaena sericea
Astaena sericea är en skalbaggsart som beskrevs av Frey 1973. Astaena sericea ingår i släktet Astaena och familjen Melolonthidae. Inga underarter finns listade.